# كريس كارتر (كاتب)
كريس كارتر (بالإنجليزية: Chris Carter) (و. 1957  م) هو كاتب سيناريو، ومنتج أفلام، ومخرج أفلام، وكاتب أمريكي، ولد في بيلفلاوير، لوس أنجليس، كاليفورنيا.

## التعليم
تعلم في جامعة كاليفورنيا الحكومية في لونغ بيتش.

## أعمال بارزة
من أهم أعماله:
- الملفات الغامضة.

## وصلات خارجية
- كريس كارتر على موقع IMDb (الإنجليزية)
- كريس كارتر على موقع الموسوعة البريطانية (الإنجليزية)
- كريس كارتر على موقع ألو سيني (الفرنسية)
- كريس كارتر على موقع ميوزك برينز (الإنجليزية)
- كريس كارتر على موقع أول موفي (الإنجليزية)
- كريس كارتر على موقع قاعدة بيانات الأفلام السويدية (السويدية)
- كريس كارتر على موقع إن إن دي بي (الإنجليزية)
- كريس كارتر على موقع قاعدة بيانات الفيلم (الإنجليزية)
- كريس كارتر على موقع كينوبويسك (الروسية)